# Parasophroniella birmanica
Parasophroniella birmanica är en skalbaggsart som beskrevs av Stefan von Breuning 1943. Parasophroniella birmanica ingår i släktet Parasophroniella och familjen långhorningar.
Artens utbredningsområde är Burma. Inga underarter finns listade i Catalogue of Life.